# Anders Fogh Rasmussen
Anders Fogh Rasmussen GCM (Ginnerup, 26 de janeiro de 1953) é um político dinamarquês. Foi primeiro-ministro de seu país, entre 27 de novembro de 2001 e 5 de abril de 2009, quando apresentou sua renúncia para assumir, a partir de 1 de agosto de 2009, o posto de Secretário-Geral da OTAN, cargo que manteve até 30 de setembro de 2014.

## Vida política
Foi agraciado com a Grã-Cruz da Ordem do Mérito no dia 12 de outubro de 1992.
Seu partido, o Venstre, de orientação liberal, ganhou o poder nas eleições dinamarquesas de novembro de 2001, derrotando o social-democrata Poul Nyrup Rasmussen, anteriormente no poder. Essa eleição marcou uma radical mudança na política dinamarquesa: era a primeira vez, desde 1920, que os sociais-democratas perdiam a maioria no Folketing, o parlamento dinamarquês.
Desde então, o Venstre governa em coligação com o conservador Partido Popular Conservador, apesar de não ter a maioria absoluta. No entanto, a coligação sobreviveu às eleições parlamentares de 2005.
A agenda de Anders Fogh é completamente diferente da tradição política dinamarquesa do século XX. Ele é em favor da desregulamentação, da privatização e da limitação do tamanho do Estado. O seu governo também tomou medidas para limitar o número de imigrantes de fora do Espaço Econômico Europeu, admitidos na Dinamarca.
Foi nomeado Secretário geral da NATO, em reunião realizada em Estrasburgo, no dia 4 de abril de 2009. Sua eleição aconteceu apesar da forte rejeição por parte da Turquia e da população muçulmana na Europa. Na mesma ocasião, os países membros da OTAN aprovaram o envio de 5 000 efetivos e a destinação de 82 milhões de euros para o Afeganistão. Em 1 de outubro de 2014, sucedeu-lhe no cargo Jens Stoltenberg.

## Ideologia
Anders Fogh Rasmussen é conhecido pelo seu livro Fra socialstat til minimalstat ("Do Estado Social ao Estado Mínimo"), no qual defende uma extensa reforma do sistema dinamarquês de assistência social (welfare system), de acordo com linhas clássicas liberais, i.e. redução de tributos, menor interferência do governo no mercado e em matérias de liberdades individuais.
Em 1993, recebeu o prêmio Adam Smith, conferido pela sociedade "Libertas", em parte por sua obra Fra socialstat til minimalstat. Desde então, Rasmussen distanciou-se de algumas ideias liberais extremas, presentes no livro.

## Guerra do Iraque
Anders Fogh foi um forte apoiante da invasão do Iraque de 2003. Tal como outros governantes de países europeus, ele teve de enfrentar grande oposição. Um manifestante chegou mesmo a despejar tinta vermelha sobre o primeiro-ministro, no parlamento dinamarquês, antes do início da guerra.
Nos meses após o início da guerra, a Dinamarca participou da força multinacional, com cerca de 550 militares, que ficaram estacionados no Iraque em 2004 e 2005, em Camp Danevang, perto de Baçorá.
Em 2004, o governo de Rasmussen foi questionado sobre as informações secretas de que dispunha, a respeito da posse de armas de destruição em massa, pelo ditador iraquiano. O governo foi obrigado a publicar relatórios secretos sobre o assunto e Anders Fogh assegurou que Saddam Hussein possuía de fato tais armas.

## Casamento Gay
A união civil entre casais gay foi legalizada na Dinamarca, já em 1989. Rasmussen acredita que eles deveriam também poder casar em cerimônias religiosas, o que não é atualmente permitido, mas considera que cabe às comunidades religiosas decidir sobre o assunto.

## Vida pessoal
Anders Fogh Rasmussen é o autor de vários livros sobre tributação e políticas públicas. É casado com Anne-Mette Rasmussen e tem três filhos.